# Штаб-квартира НАТО
Штаб-квартира НАТО (англ. NATO Headquarters) — політичний і адміністративний центр Північноатлантичного союзу, де постійно розміщений головний політичний орган прийняття рішень в НАТО — Північноатлантична рада. Кожна країна-член має постійне представництво у політичній штаб-квартирі НАТО. Кожну з делегацій очолює Постійний представник в ранзі посла, який представляє уряд своєї країни у процесі проведення консультацій та ухвалення рішень в Альянсі.

## Місцезнаходження
Штаб-квартира знаходиться в Бельгії, в північно-східній частині Брюсселя, на Бульварі Леопольда III (Boulevard Leopold III, 1110 Брюссель, Бельгія). У ній розміщені делегації країн-членів, бюро зв'язку та взаємодії або дипломатичні представництва країн-партнерів.
Міжнародний секретаріат НАТО і Міжнародний військовий штаб також знаходяться в Брюсселі і надають делегаціям та представництвам підтримку в роботі.

### Будівництво нової будівлі штаб-квартири НАТО

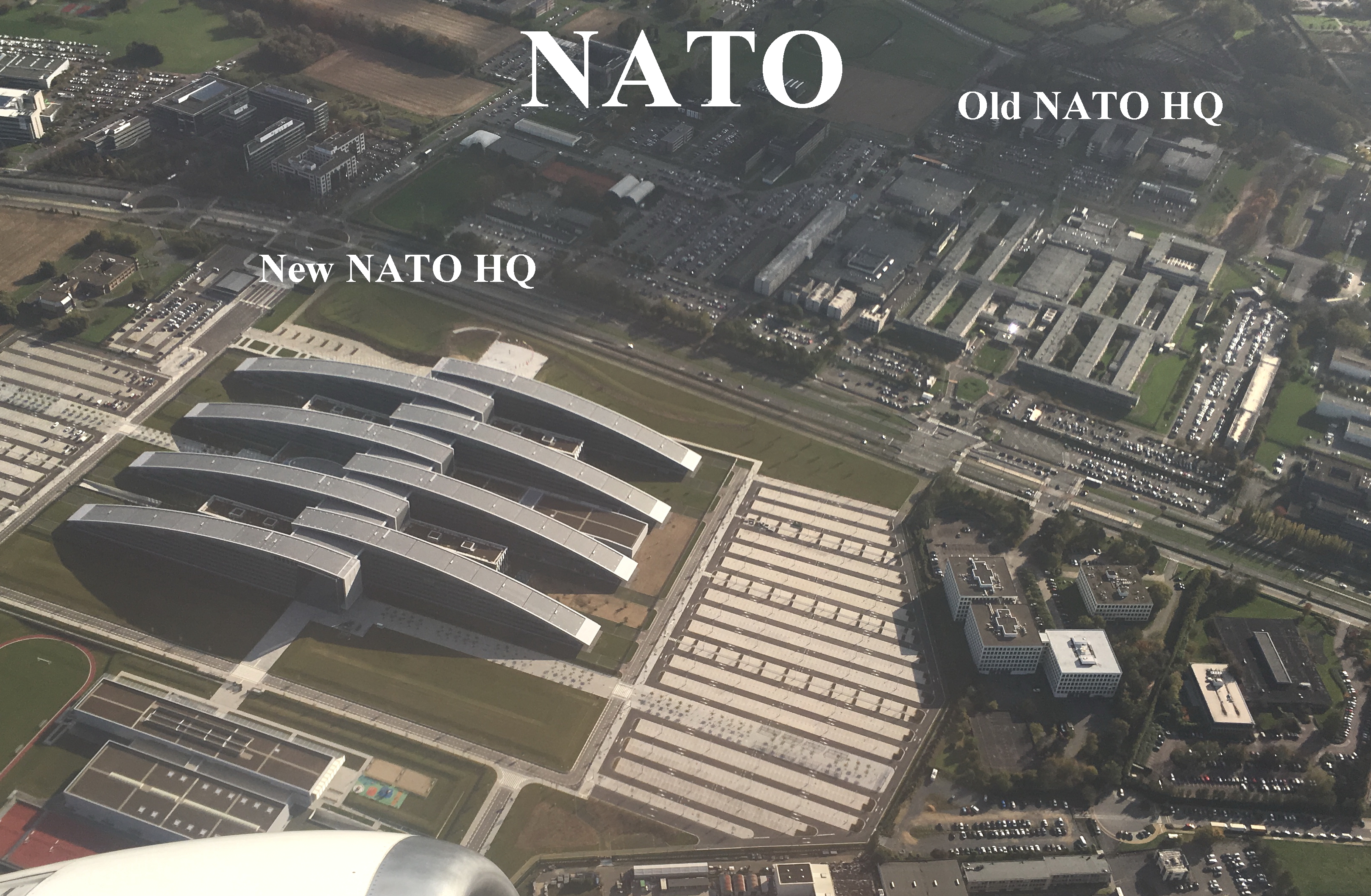
Вид з літака на нову штаб-квартиру НАТО, м. Брюссель

У грудні 2010 року було запущено будівництво нової ультра-сучасної штаб-квартири альянсу площею 251 тис. м² яке має завершитися на початку 2016 року. Новий політичний центр НАТО буде побудований на бульварі Леопольда Третього — буквально через дорогу від нинішньої штаб-квартири альянсу в Брюсселі. Нова штаб-квартира буде розташована на місці занедбаної з часів «холодної війни» бельгійської авіабази. При проведенні робіт з розчищення території не обійшлося без «сюрпризу» — під час знесення старих військових будівель робочі виявили авіабомбу часів Другої світової війни, яка була пізніше знешкоджена саперами. Водночас слід зазначити, що будівництво нової штаб-квартири в Брюсселі обійшлося альянсу вдвічі дорожче, ніж планувалося початковим кошторисом. Сума становить 1,2 млрд євро. Таку цифру озвучив у лютому 2019 р. міністр оборони Королівства Бельгія Дід'єр Рейндерс (Didier Reynders). При цьому внесок бельгійської сторони склав 3,8 % або 45,6 млн євро.

## Роль, обов'язки та люди
У штаб-квартирі НАТО цивільні і військові представники всіх держав-членів збираються для прийняття політичних рішень на основі консенсусу. Штаб-квартира також є форумом для діалогу і співпраці між країнами-партнерами і державами-членами НАТО, що дозволяє їм спільно докладати зусилля, спрямовані на зміцнення миру і стабільності.
У штаб-квартирі НАТО постійно працюють близько 4000 чоловік. З цього числа 2000 людей є співробітниками делегацій держав і секретаріату національних військових представництв при НАТО. Приблизно 300 осіб працюють у представництвах країн-партнерів НАТО. Близько 1200 осіб — цивільні співробітники Міжнародного секретаріату або агентств НАТО, розташованих в штаб-квартирі, і приблизно 500 осіб працюють у Міжнародному військовому штабі, в тому числі 100 співробітників цивільних.

## Робочий механізм
Засідання проводяться в штаб-квартирі НАТО протягом усього року, що сприяє діалогу серед держав-членів. Щорічно органи НАТО проводять більше 5000 засідань.
З урахуванням того, що в штаб-квартирі знаходяться постійні представництва держав-членів НАТО та країн-партнерів, є численні можливості для безперервних формальних і неформальних консультацій, що важливо в процесі прийняття рішень в НАТО.

## Становлення
У 1949 році країни-члени Північноатлантичного союзу заснували першу штаб-квартиру НАТО у Великій Британії, в Лондоні, на Белгрейв-сквер, 13.
Структура НАТО розвивалася, і було потрібно більше місця, тому в квітні 1952 штаб-квартира переїхала в центр Парижа. Спочатку вона тимчасово розмістилася в Пале де Шайо, а потім в 1960 році переїхала на «постійне житло» в Порт-Дофін.
Однак в 1966 році Франція вирішила вийти з військової структури НАТО, через що в 1967 році було потрібно переїжджати втретє, цього разу до Брюсселя.
Але у зв'язку з розширенням і перетворенням Північноатлантичного союзу цих приміщень більше недостатньо. Тому в 1999 році глави держав і урядів НАТО домовилися побудувати нову штаб-квартиру, щоб відповідати вимогам Північноатлантичного союзу в XXI столітті.
У листопаді 2002 року, під час зустрічі в верхах в Празі відбулася церемонія підписання, на якій уряд Бельгії передало НАТО концесійні права на будівництво нових будівель навпроти існуючої штаб-квартири.

## Контактне посольство Штаб-квартири НАТО в Україні
15 липня 2014 року країни-члени НАТО ухвалили рішення, що протягом 2015–2016 рр. обов'язки Контактного посольства Штаб-квартири НАТО в Україні виконуватиме Посольство Литви.

 
У цьому зв'язку Міністр закордонних справ Литви Лінкявічюс зазначив: 
|  | «Я радий тому, що за дорученням Альянсу на Литву знову покладено почесний обов'язок. Ми прагнемо зміцнювати співробітництво між НАТО і Україною». |

Довідково: Основними завданнями контактних Посольств НАТО є: поширення інформації про роль і напрямах політики Альянсу, організація інформаційно-просвітницьких заходів, співпраця з місцевою пресою, державними установами та неурядовими організаціями. Наразі контактним посольством НАТО в Україні є Посольство Польщі.

## Обмеження доступу російським дипломатам у штаб-квартиру
1 квітня 2014 року в рамках пакету заходів, пов'язаних з реакцією НАТО на дії Росії відносно анексії Криму глави МЗС країн НАТО заявили, що всі члени російського представництва при НАТО — крім постійного представника, заступника голови місії і ще двох співробітників — повинні тепер будуть реєструватися і переміщатися будівлею в супроводі представників організації, йдеться в комюніке NATO.

## Галерея

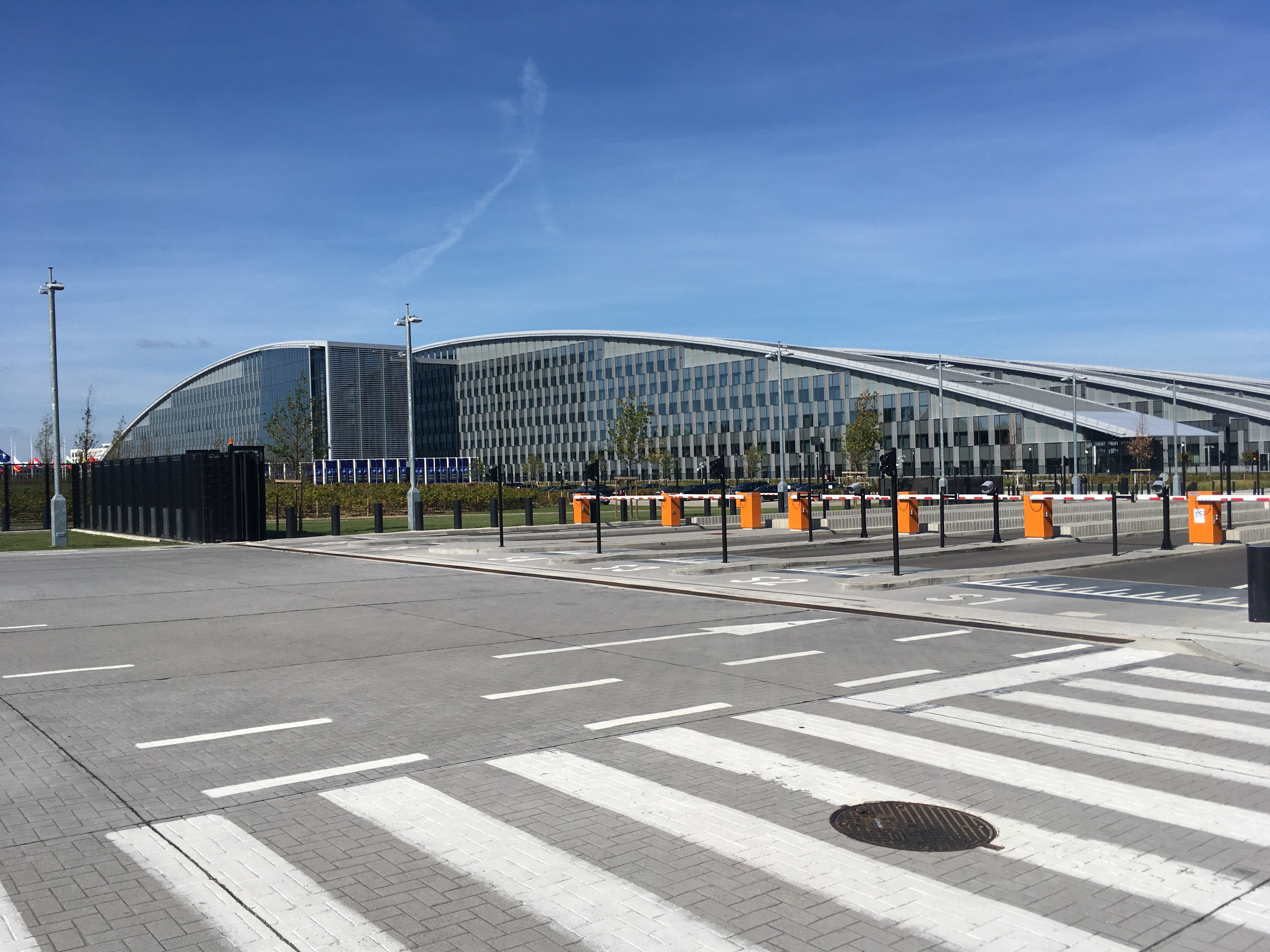
Штаб-квартира НАТО
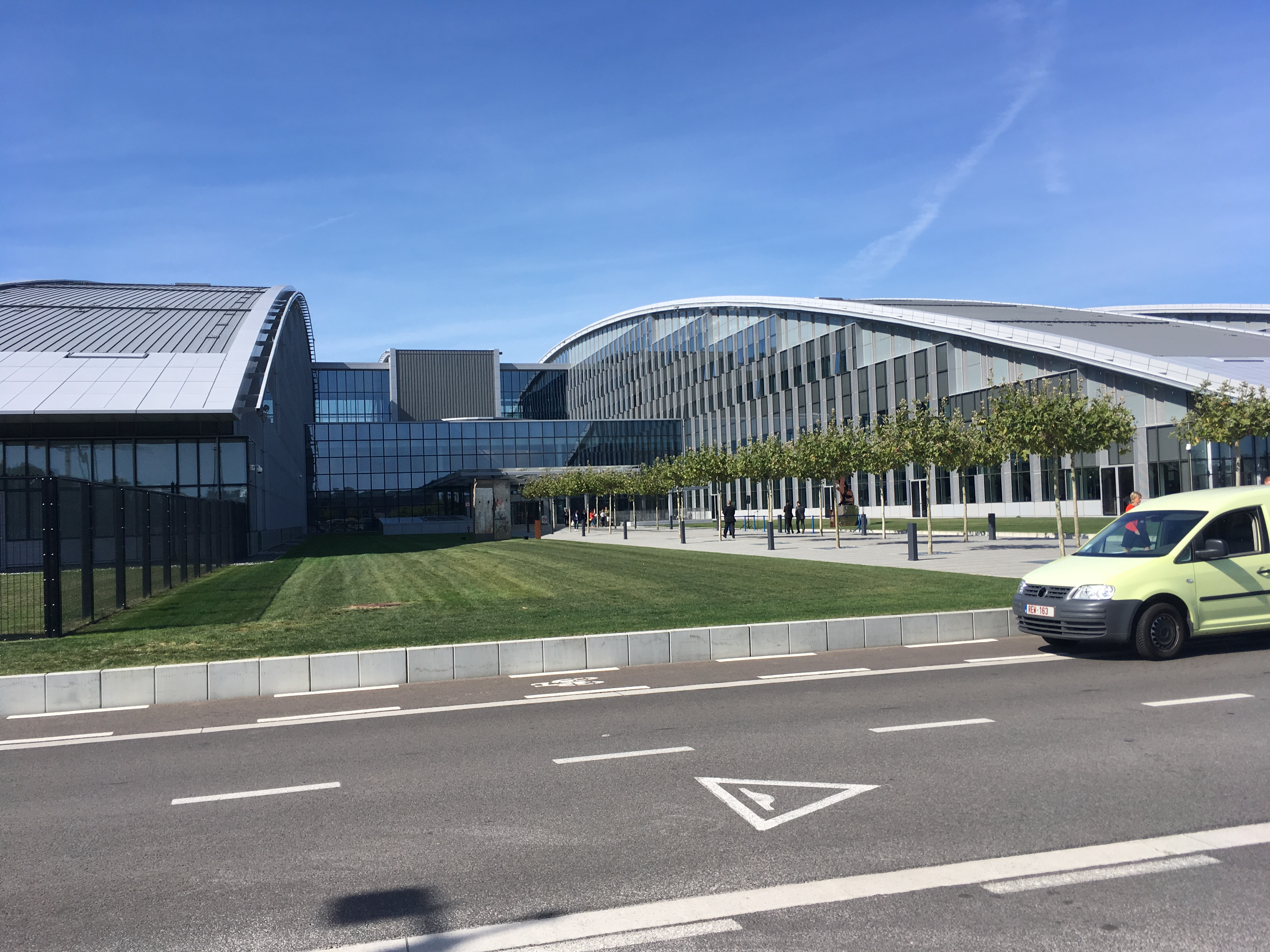
Центральний вхід у штаб-квартиру НАТО.
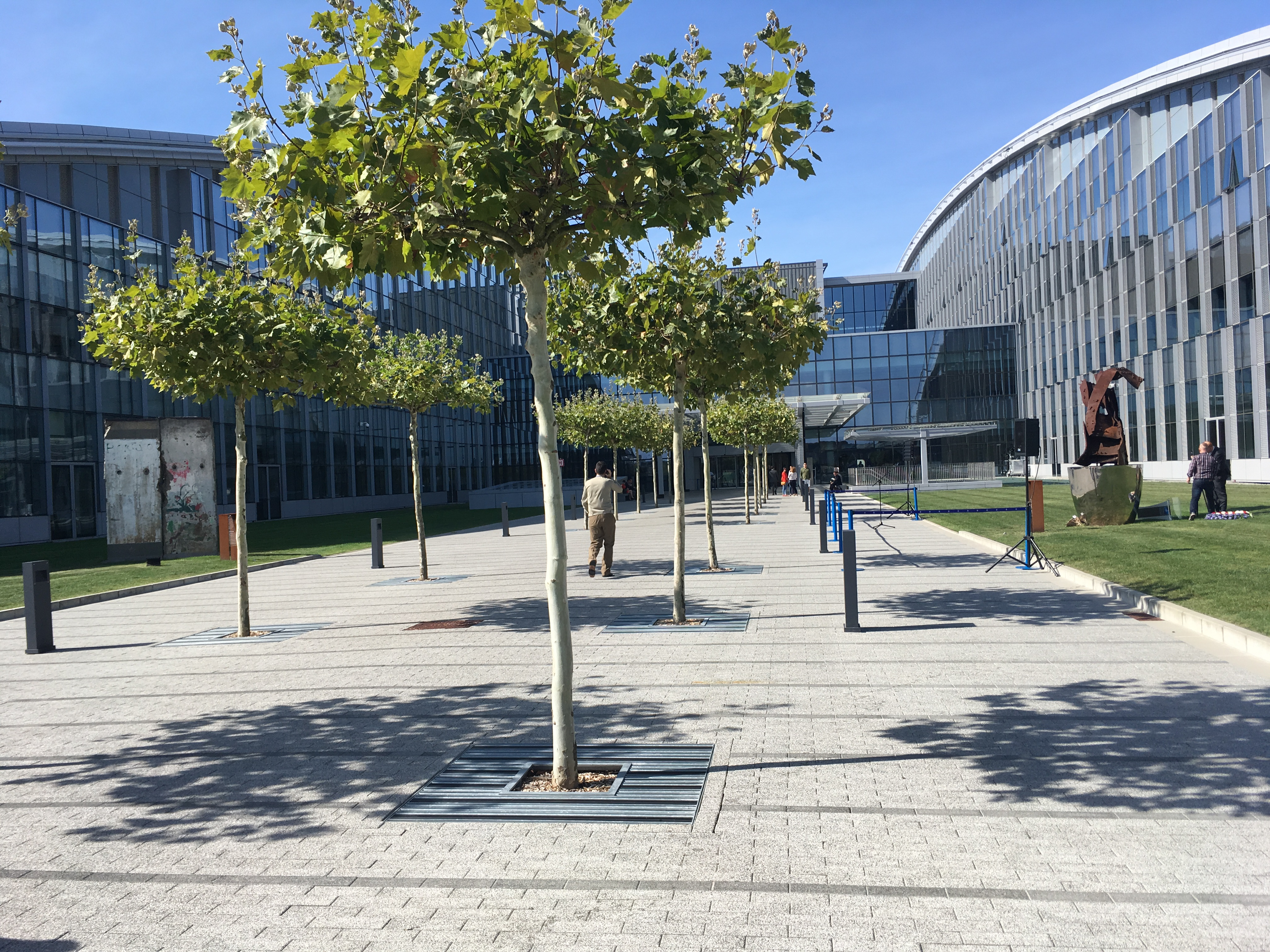
Алея до центрального входу в штаб-квартиру. Ліворуч видно фрагмент Берлінської стіни, праворуч - монумент жертвам теракту 11 вересня 2001 р.
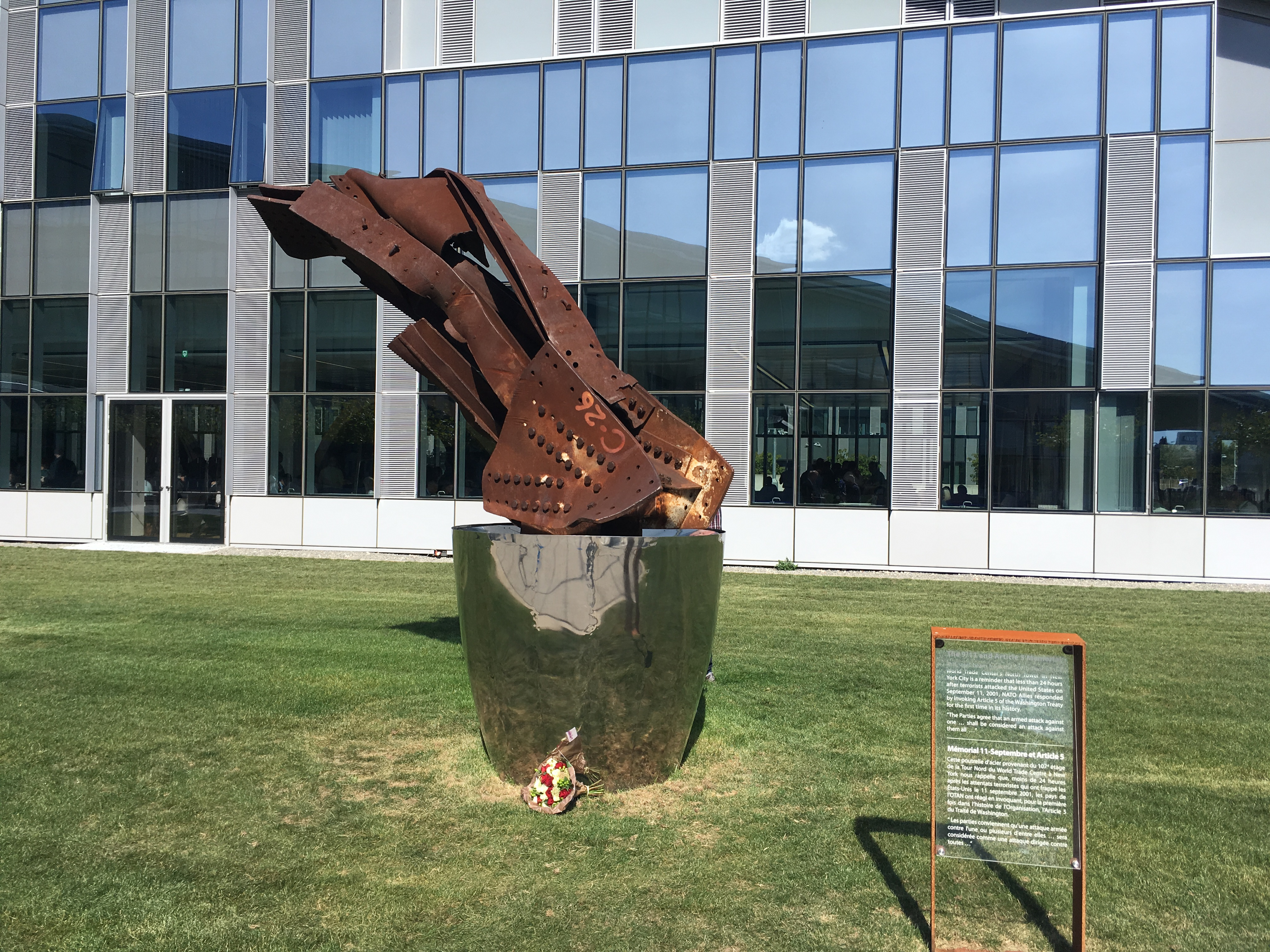
Монумент жертвам теракту 11 вересня 2001 р.
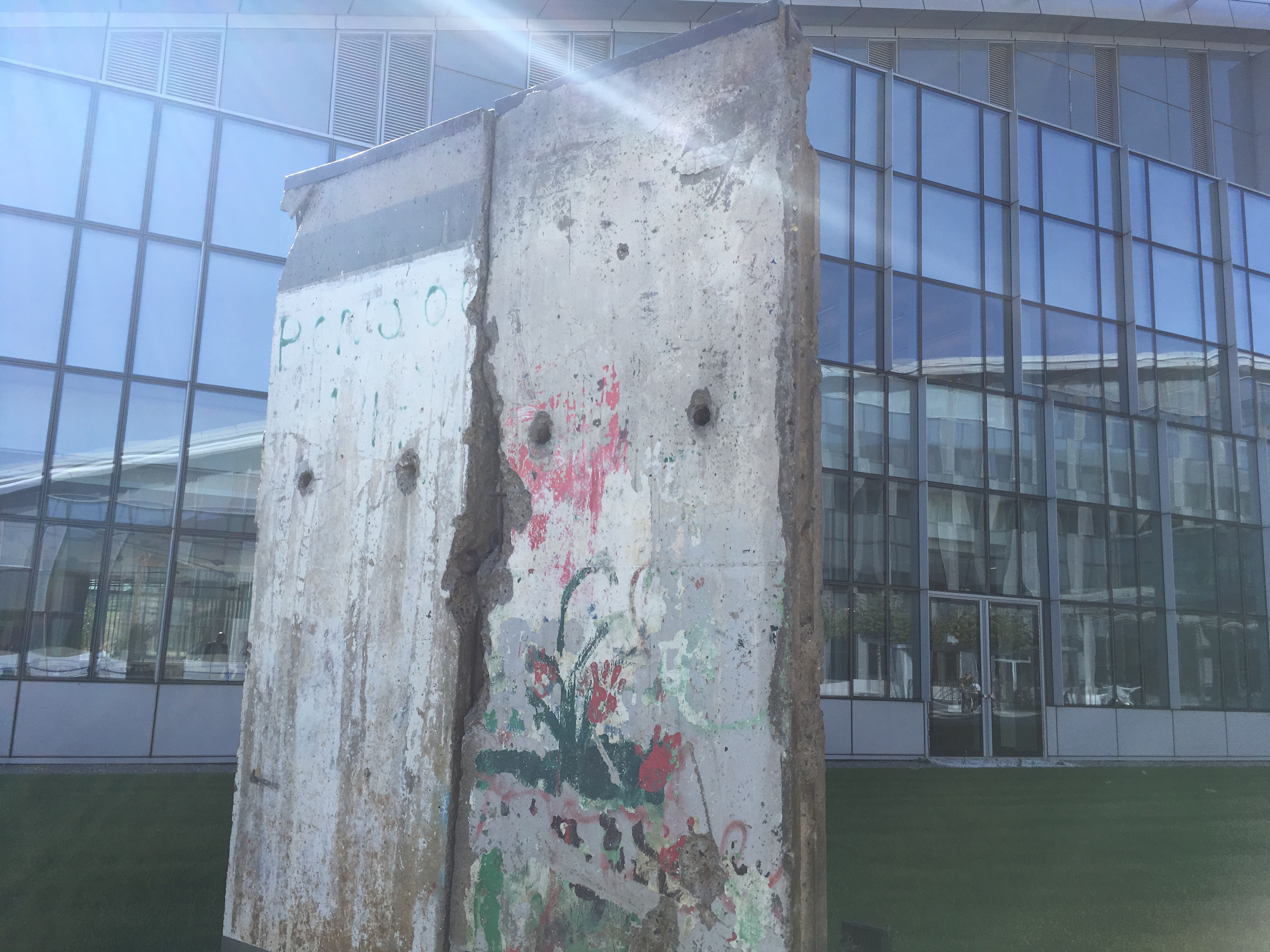
Фрагмент берлінської стіни
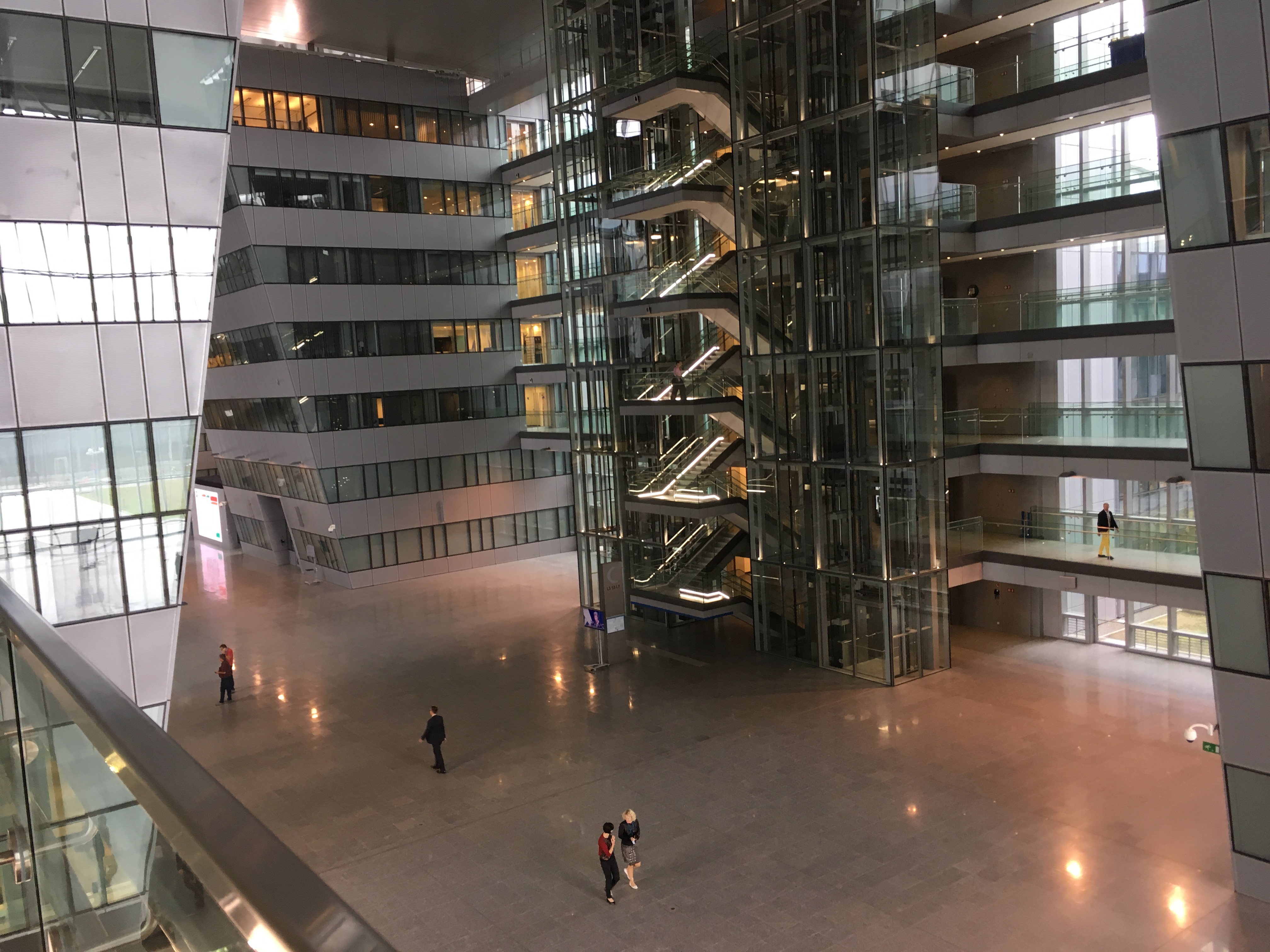
Внутрішній інтер'єр штаб-квартири НАТО
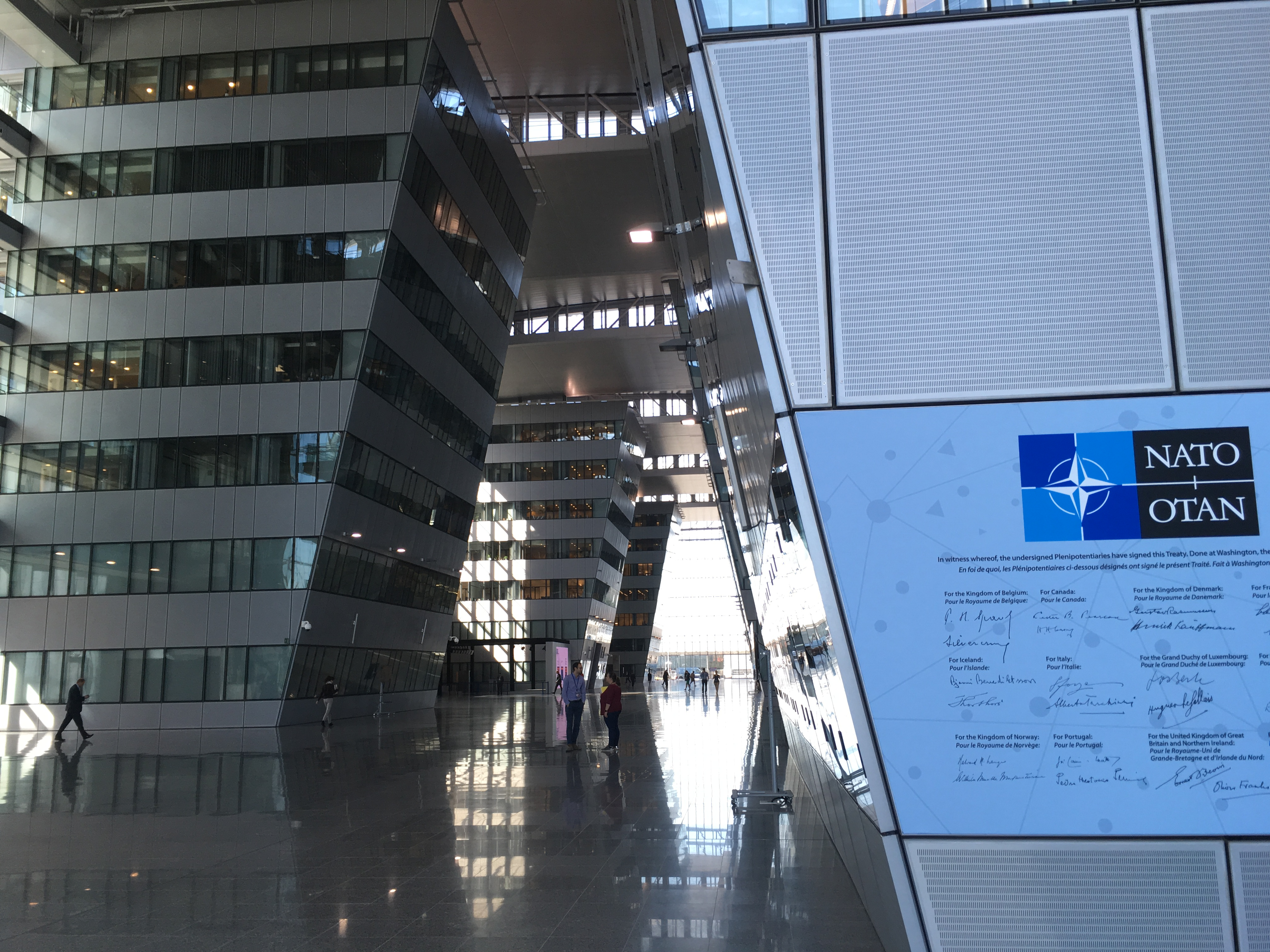
Внутрішній інтер'єр штаб-квартири НАТО
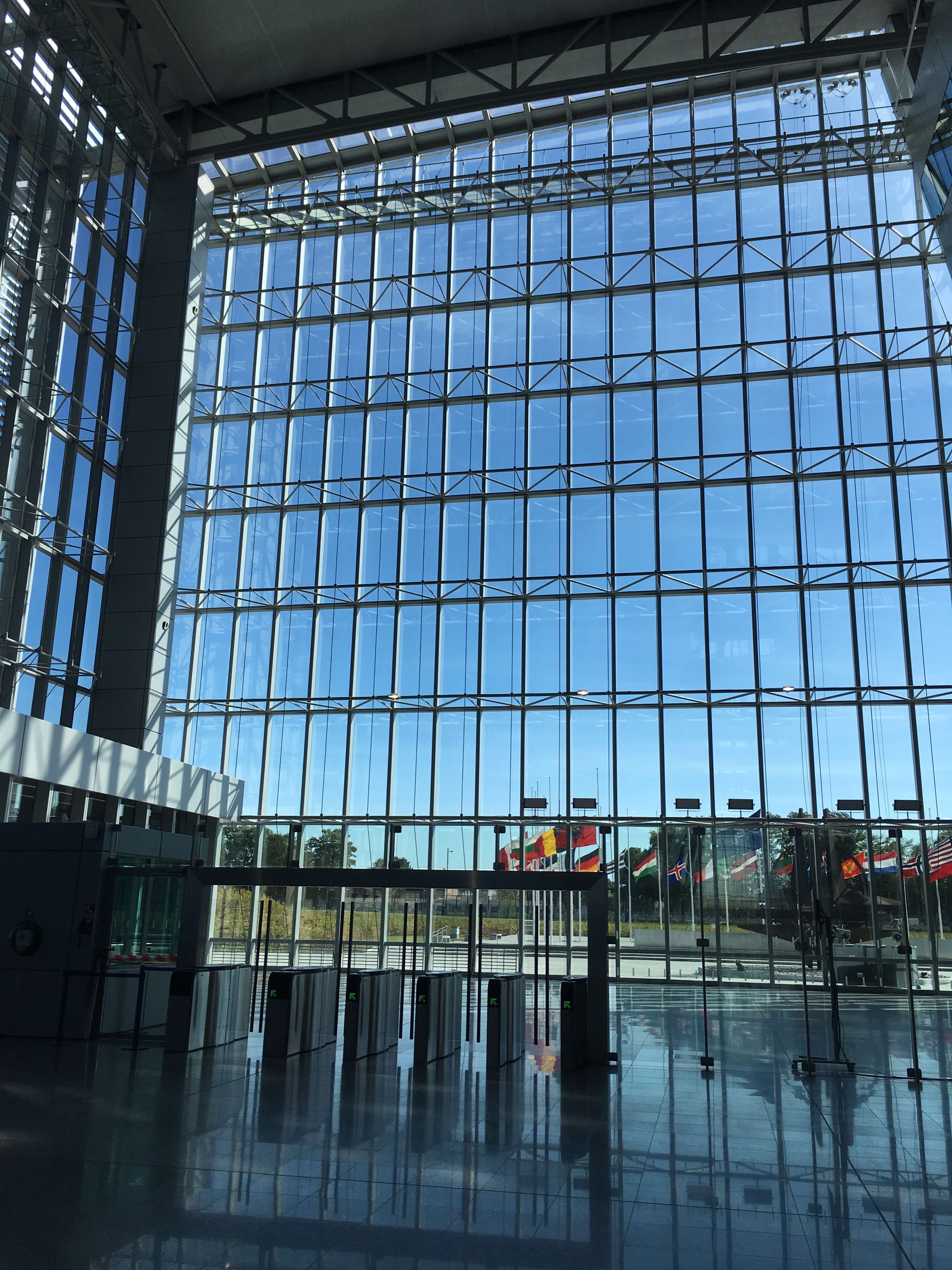
Вид на зірку НАТО зсередини штаб-квартири
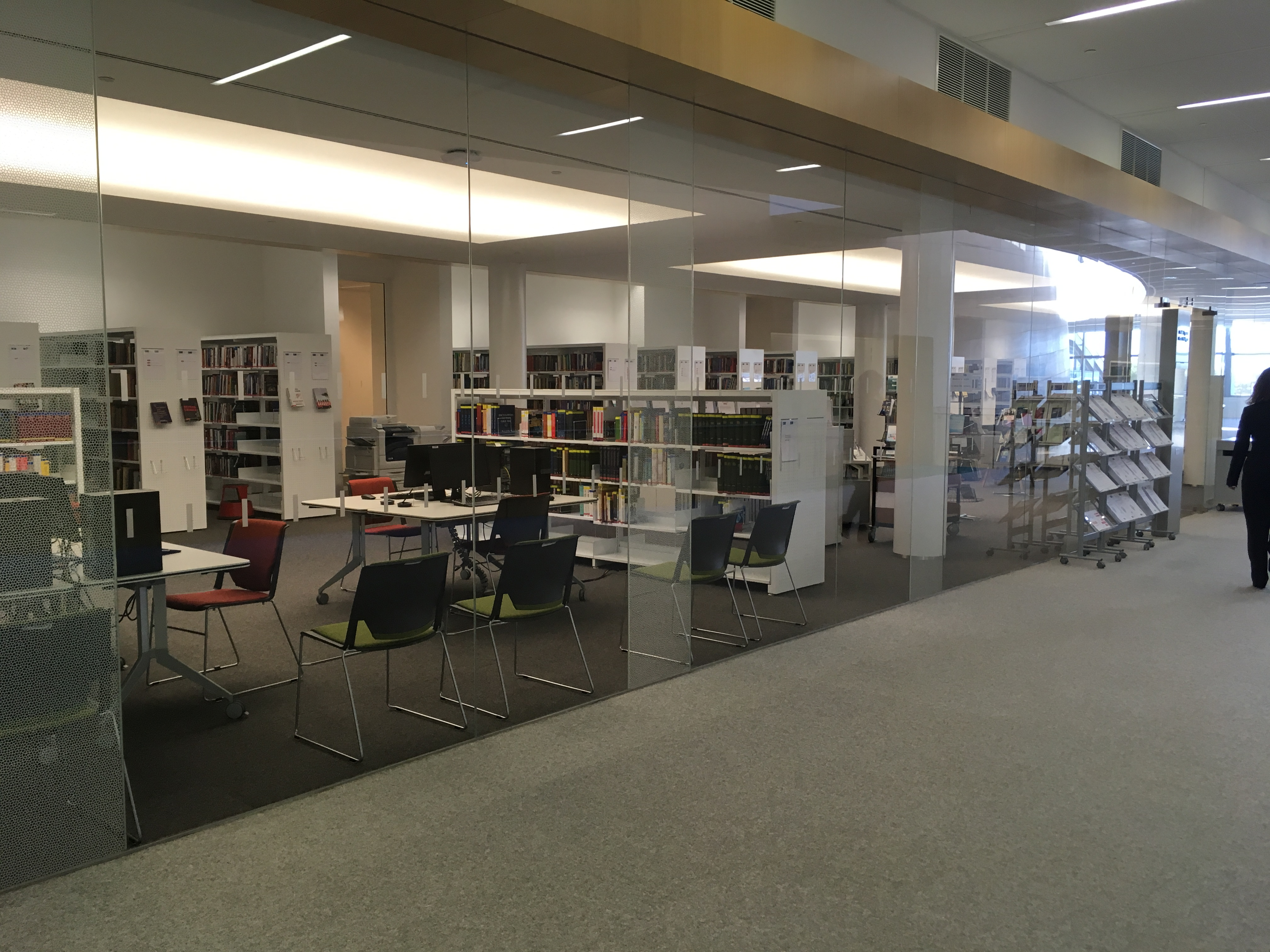
Бібліотека штаб-квартири НАТО
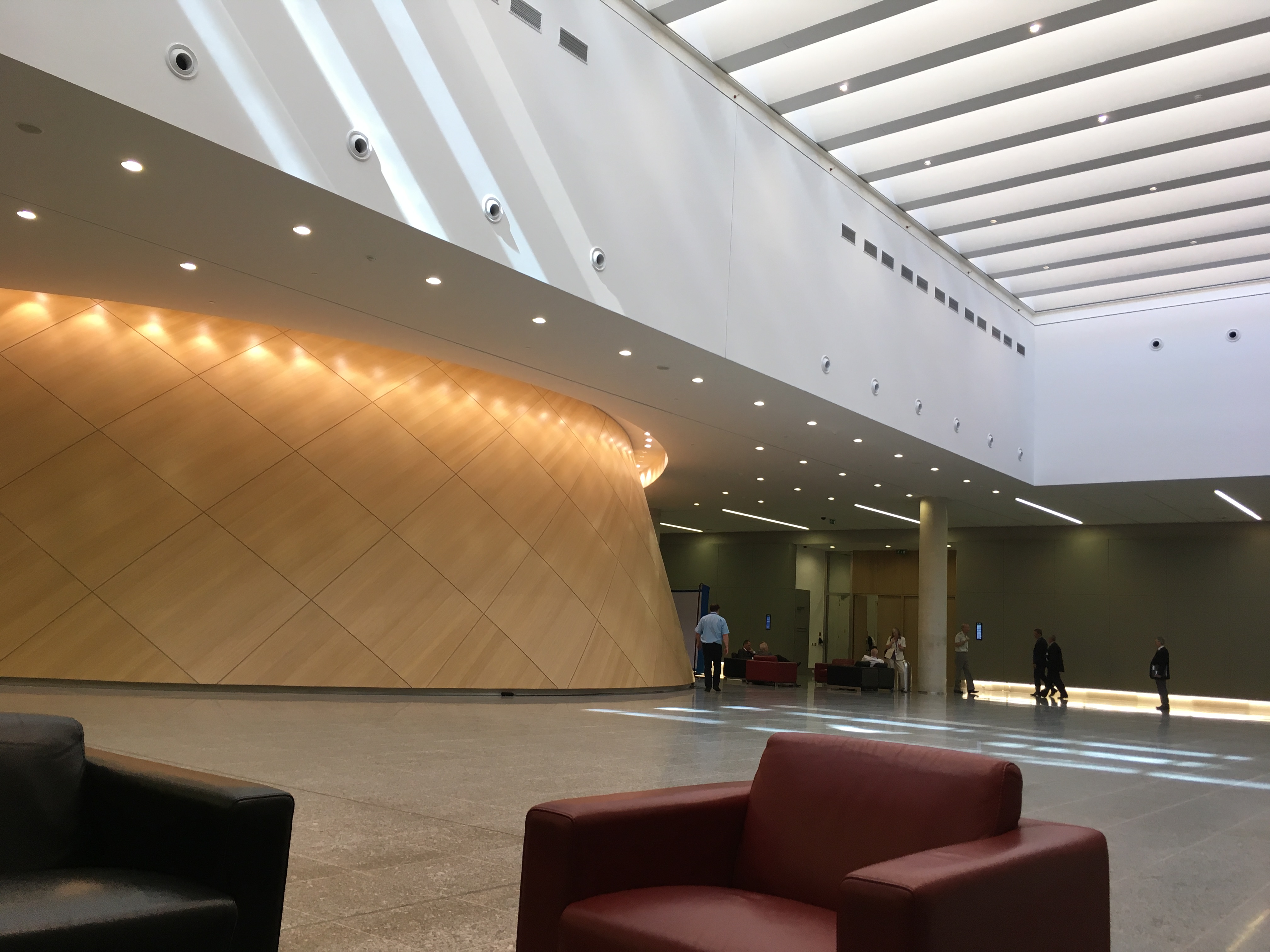
Хол поруч з центральною залою засідань
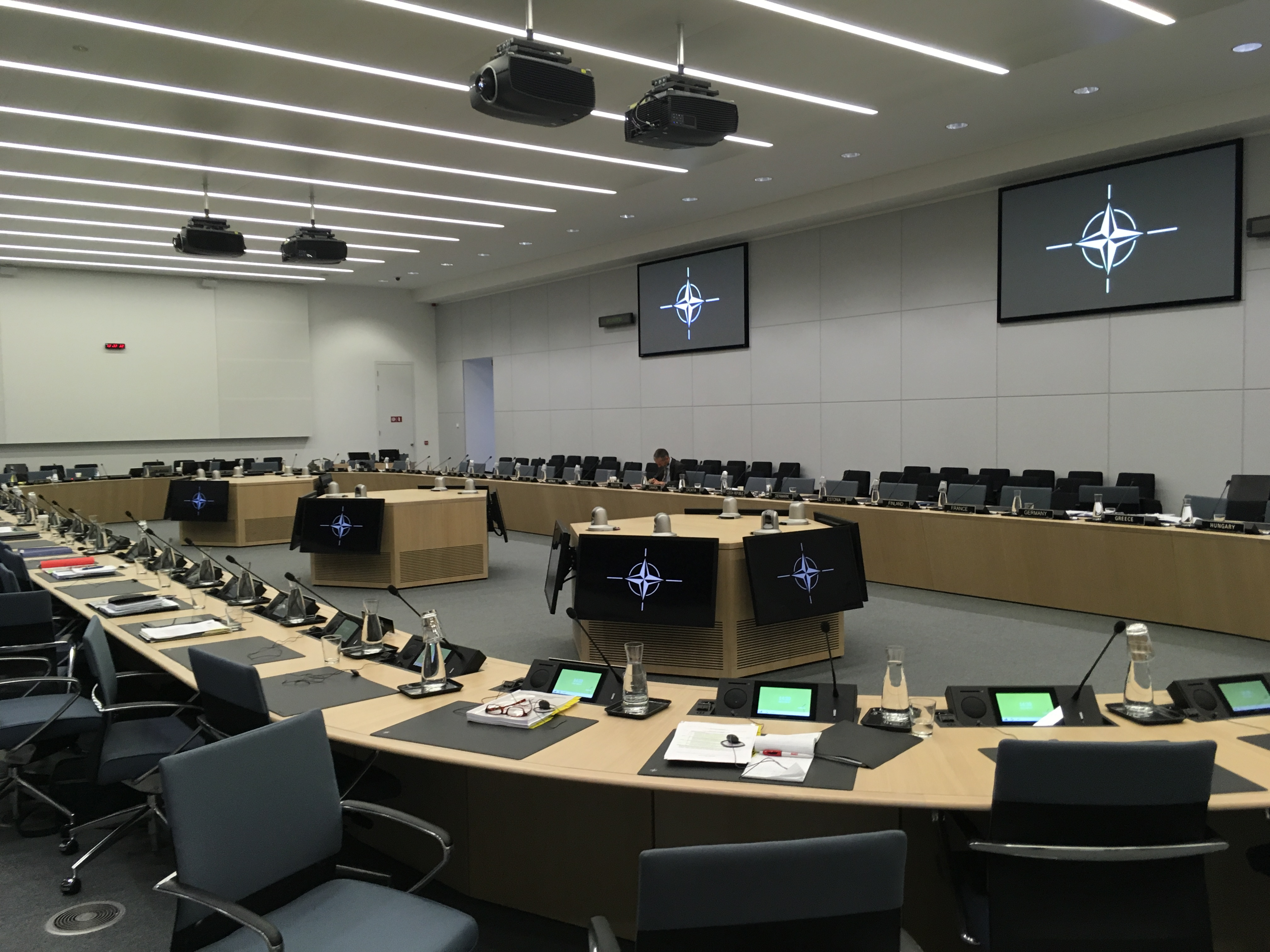
Одна з конференц-зал штаб-квартири НАТО
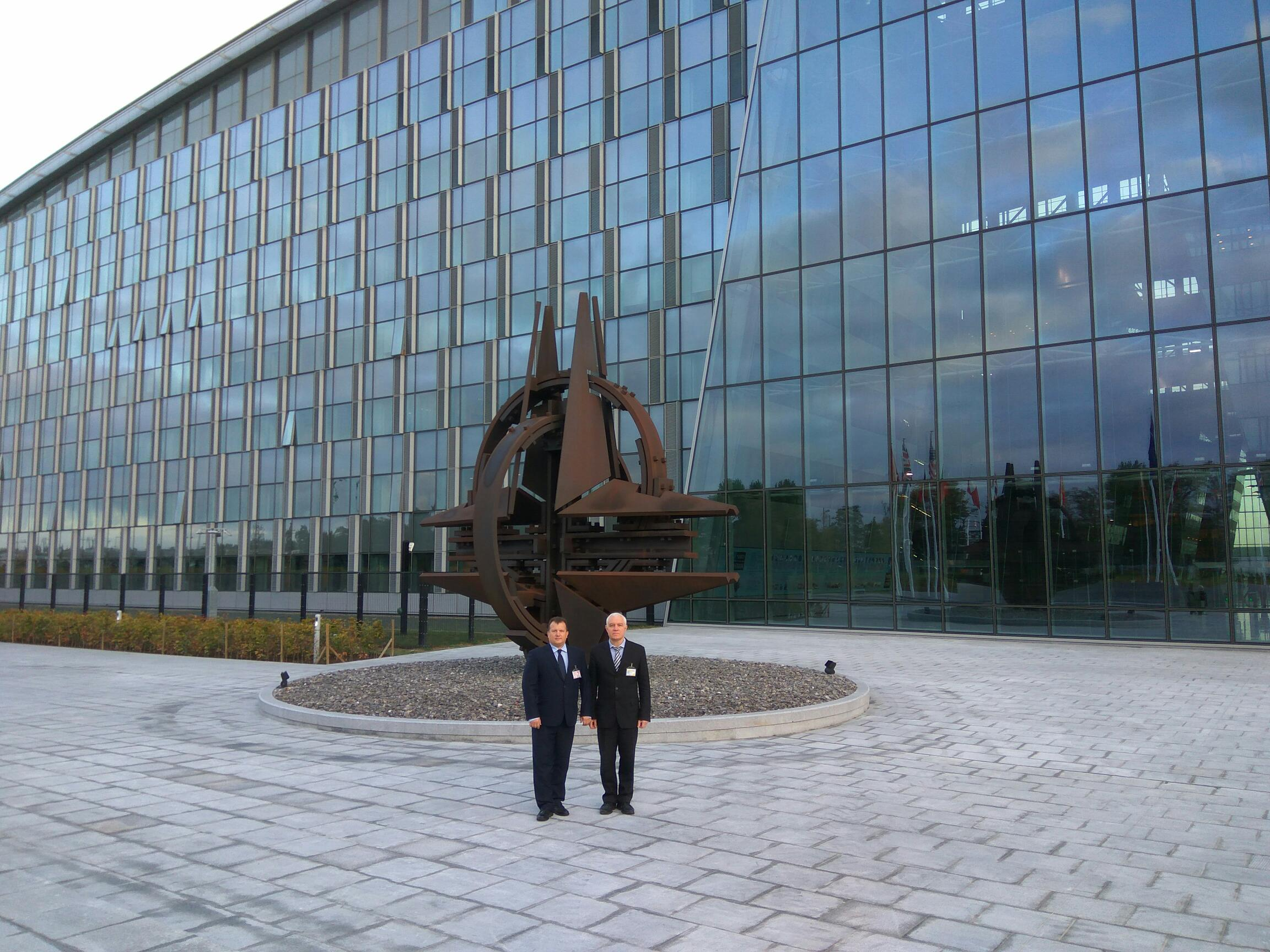
Зірка НАТО біля діючої штаб-квартири НАТО
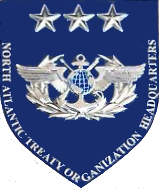
Емблема штаб-квартири НАТО

## Офіційні сайти
- Офіційна сторінка
- NATO News
- Відносини Україна-НАТО
- NATO Handbook (українська мова)
- Безпека через партнерство
- Національний центр з питань євроатлантичної інтеграції України
- Сайт мультимедійної бібліотеки штаб-квартири НАТО
- Istanbul Cooperation Initiative

## Статті на тему
- Економічний ефект Євроатлантичної інтеграції — Виступ на конференції «НАТО, Європа та проблеми регіональної безпеки у глобальному світі», Донецьк, 24-26 жовтня 2006 року
- Опитування Центру Разумкова щодо ставлення українців до різних аспектів НАТО: динаміка змін думки з 2002, розподіл відповідей за регіонами та віковими групами[недоступне посилання з серпня 2019]* Імідж НАТО в друкованих ЗМІ Республіки Білорусь: контент-аналітичне дослідження
- Міністр закордонних справ Володимир Огризко: НАТО — не агресор
- НАТО-скептицизм як наслідок непоінформованості суспільства Носова Б. М. УДК 070: 327 (477-4)
- Імідж НАТО в друкованих ЗМІ Республіки Білорусь: контент-аналітичне дослідження
- Візит Міністра закордонних справ України Павла Клімкіна до штаб-квартири НАТО